# Gamespot
Gamespot är en amerikansk webbplats för TV- och datorspel. Den skapades av Pete Deemer, Vince Broady och Jon Epstein den 1 maj 1996. Den är gjord för att man bland annat ska kunna läsa recensioner, fuskkoder, forum och så vidare, om spelet ifråga.